# Boloria banghaasi
Boloria banghaasi är en fjärilsart som beskrevs av Adalbert Seitz 1908. Boloria banghaasi ingår i släktet Boloria och familjen praktfjärilar. Inga underarter finns listade i Catalogue of Life.